# Claude Gaspard Bachet de Méziriac

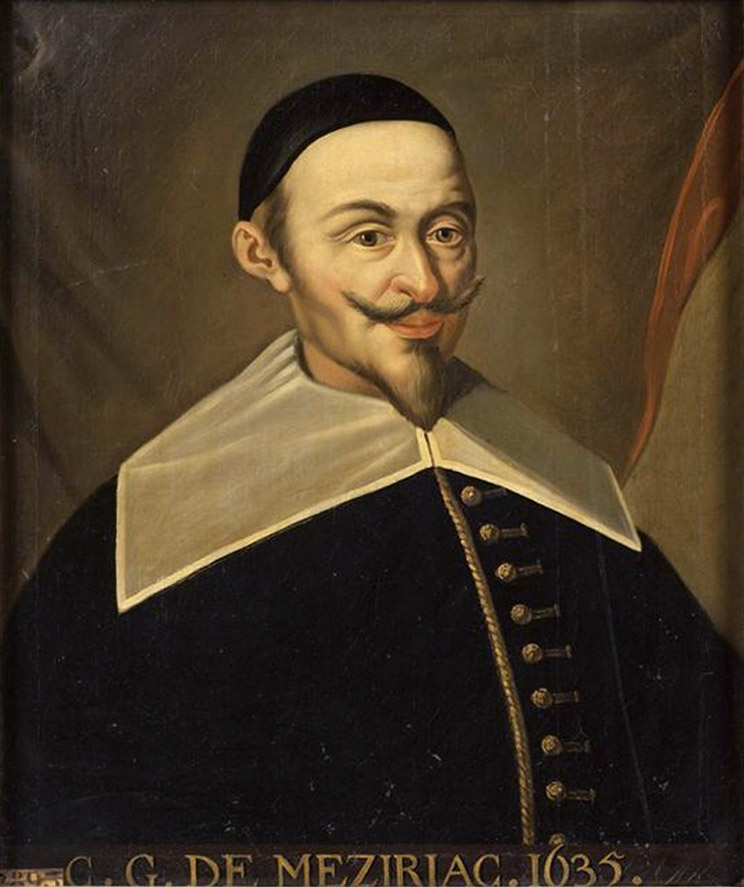
Claude-Gaspard Bachet

Claude-Gaspar Bachet genoemd de Méziriac (Bourg-en-Bresse 9 oktober 1581 - 26 februari 1638) is een Frans wiskundige, dichter en vertaler.

## Biografie
Na tijdens zijn opleiding Hebreeuws, Grieks, Latijn, Italiaans en Spaans geleerd te hebben, gaf Bachet op zijn twintigste gedurende een jaar les aan het jezuïetencollege van Milaan. Hij besloot echter om zijn geloftes niet af te leggen en zich te wijden aan het vertalen van Latijnse dichters en Griekse wiskundigen.

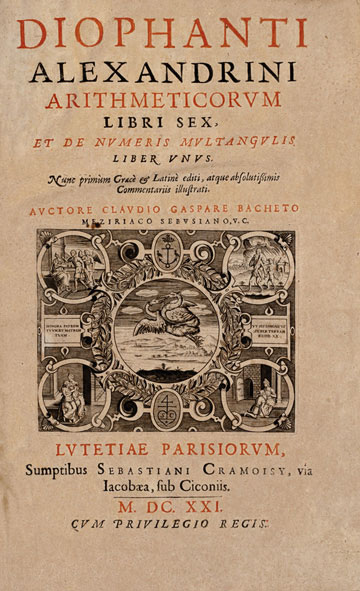
De Latijnse vertaling van de Arithmethica van Diofantus
door Claude-Gaspard Bachet (1621).

Zijn bekendste werk is een verzameling van recreatieve wiskundige problemen getiteld Problems plaisans et délectables qui se font par les nombres (Plezierige en uitgelezen problemen die men aantreft in de getaltheorie), waarvan in 1612 een eerste uitgave, en in 1624 een tweede uitgebreidere uitgave verscheen. Bachet is ook de auteur van een manuscript getiteld Éléments arithmétiques en van een vertaling in het Latijn van de Arithmetica van Diophantus. Dit laatste werk werd in 1621 gepubliceerd. In een kopie van deze vertaling schreef Fermat in de marge zijn beroemde opmerking dat hij een bewijs had gevonden voor wat zijn eigen laatste stelling zou worden.
Bachet was de eerste Europese auteur die het oplossen van onbepaalde vergelijkingen met behulp van kettingbreuken besprak. Hij werkte ook aan de getaltheorie en vond een methode voor de constructie van magische vierkanten. De tweede editie van zijn Problems plaisans et délectables bevat het eerste bekende bewijs (voor gehele getallen) van de stelling die men nu de stelling van Bachet-Bézout noemt..
Hij leidde in zijn geboortestad een comfortabel leven. In 1612 trad hij er in het huwelijk.
Volgens Bayle dichtte Bachet net zo goed in het Frans, het Italiaans en in het Latijn. Ook was hij een uitstekend grammaticus en behendig criticus. Op grond van die verdiensten werd hij in 1634 verkozen tot lid van de Académie française. Tijdens de ontvangst in 1635 was hij afwezig. Vaugelas werd uitgekozen om zijn dankwoord voor te lezen dat hij al wel naar de Académie had gestuurd.

## Voetnoten
1. ↑  Jean Itard, Essais d'histoire des mathématiques (Essays uit de geschiedenis van de wiskunde), Paris: Albert Blanchard,1984.

- Biblioteca Nacional de España: XX842373
- Bibliothèque nationale de France: cb120028244 (data)
- Catàleg d'autoritats de noms i títols de Catalunya: 981058527690806706
- Gemeinsame Normdatei: 104368829
- International Standard Name Identifier: 0000 0001 1025 7828
- Library of Congress Control Number: no99003446
- Nationale Bibliotheek van Tsjechië: ola2003193744
- Nationale Bibliotheek van Israël: 987007322385105171
- Nederlandse Thesaurus van Auteursnamen: 089272617
- Istituto Centrale per il Catalogo Unico: UFIV092937
- LIBRIS: 347877
- Système universitaire de documentation: 028132920
- Virtual International Authority File: 44308893
- WorldCat: E39PBJp9xWGqG77PVFTmcF4Dv3